# DieMonsterDie
Diemonsterdie — это хоррор-панк группа из Солт-Лейк-Сити, основанная в 1995 году под названием «Casa Diablo». Их название — отсылка к одноимённому фильму ужасов 1965 года с Борисом Карлоффом в главной роли (Который был основан на рассказе Лавкрафта «Цвет из иных миров»).
Группа также известна как DMD .

## История
Первоначально образованная в 1995 году как «Casa Diablo» вокалистом Хьюи «Zero Delorean» Диабло и барабанщиком Шейном «Meatwhistle» Диабло, группа «Casa Diablo» выпустила 2 альбома, после чего распалась в 2000 году. Позднее в 2000 году, Хьюи Диабло и Шейн Диабло воссоединились и стали «Diemonsterdie». Включая годы, как «Casa Diablo», «Diemonsterdie» просуществовала 17 лет, как группа, и на сегодняшний день выпустила 7 полноценных альбомов, 7-дюймовый винил (Ограниченным тиражом и с другой хоррор-панк группой «The Crimson Ghosts of Germany») и концертный альбом. Отзывы о альбомах «Diemonsterdie» были опубликованы в изданиях по всему миру, особенно на страницах «Rue Morgue Magazine» и на радиостанции «Rue Morgue». 7-й альбом «Fall to Your Knees» (2010), был очень хорошо принят, и был тепло принят в журнале «Fear Net» в ноябре 2010 года. За всю историю группы, «Diemonsterdie» разделяла сцену с такими Шок-рок / Хоррор-панк / Рок-легендами как: «45 Grave», «The Misfits», «GWAR», «Type O Negative», «Celtic Frost», «Grave», «Impaler», «Lizzy Borden» и «Dr. Chud’s X-Ward», и много других. Несмотря на наличие аудитории из нескольких тысяч преданных фанов по всему миру, группа никогда не подписывала контракт с крупным лейблом. В 2003 году «Diemonsterdie» создали свою собственный инди и хоррор-панк лейбл — «Doctor Cyclops Records», который послужил американским лейблом не только для «Diemonsterdie», но и для многих других артистов в жанре, таких как: «Crimson Ghosts» (Германия), «Left For Dead» (США), «The Dead Next Door» (Швеция), «Others» (США) и «The Nightshift» (Швеция). В настоящее время лейбл обеспечивает цифровую дистрибуцию для всех этих групп, за исключением «Crimson Ghosts». В последние годы, «Doctor Cyclops Records» также подписал две немецких группы — «Jamey Rottencorpse» и «The Rising Dead». В настоящее время «Diemonsterdie» работают над 8-м студийный альбом, под названием «October 21st 1976», который планировался быть выпущенным летом 2013 года. В 2012 году, после того, как группа впадает в состояние неопределённости после выхода 7-го студийного альбома «Fall to Your Knees», «Diemonsterdie» возвращяются на панк сцену и 11 августа 2012 года группа с успехом выступает и финансирует 6000 долларов в альбом «October 21st, 1976», который выходит ограниченным тиражом на виниле в 2013 году. В альбом включили 13 неизданных треков, которые празднуют 13 лет с момента превращения «Casa Diablo» в «Diemonsterdie». Так же группа официально определению себя как хоррор-панк. 2012 год стал возрождением фан-клуба тайного ордена с фанатиками из кровавого культа — «Diemonsterdie». В июле 2012 года клуб избирает Стивена Годфри, как президента секты кровавого культа.

## Текущий состав
- Хьюи «Zero Delorean» Диабло — вокал, соло и ритм-гитара
- Шейн «Meatwhistle» Дьябло — ударные, вокал
- Grimlock Morgue — Бас, бэк-вокал
- Mercury Rising — соло-гитара, бэк-вокал

## Прошлые участники
- LaVerne LaVey aka Джимми Скотт — Соло-гитара, бэк-вокал (2002—2004; 2008—2010)
- Stikki Nixx — Бас-гитара, бэк-вокал (2010—2013)
- Shadow Windhawk — Соло-гитара, бэк-вокал (2010—2013)
- Владина Халишникова — Бас-гитара, бэк-вокал, скрипка (2008—2009)
- Raven Blades — Бас-гитара, бэк-вокал (2000—2008, 2009—2010, 2013—2014)

## Дискография

### Альбомы
- (как «Casa Diablo») «Продолжающаяся миссия по уничтожению рок-н-ролла» (1997)
- (как «Casa Diablo») «Нет будущего для слабых» (2000)
- «Что всегда будет» (2002)
- «Почитай своих умерших» (2003) (переиздан в 2007)
- «Только мёртвые выживут» (2005)
- «Великая и ужасная потеря» (2008)
- «Разделяя добычу» (пластинка с участием «Crimson Ghosts») (2009)
- «Падение на колени» (2010)
- «21 октября 1976» (2013)

### Сборники
- «Тройная угроза террора» (с участием «Creepersin» и других)
- «Группы Dr. Cyclops Records»
- «Ужас всего этого, Vol. 1»
- «Ужас всего этого, Vol. 2»
- «Ужас всего этого, Vol. 3»
- «Это — Хоррор-панк» 2
- «Группы Horror-Punks.com»
- «Оставайся нежитью, Vol. 1»
- «Оставайся нежитью, Vol. 2»

## Рекомендации
1. ↑  Buy a Domain Name - World's Best Domains For Sale. Дата обращения: 14 марта 2022. Архивировано 26 января 2021 года.
2. ↑  drcyclopsrecords.net